# Círculo de Kangaba
El círculo de Kangaba es una colectividad territorial dentro de la Región de Kulikoró, Mali. Su población es de 100.720 habitantes (2009).
Está formado por 9 comunas: Balan Bakama,  Benkadi, Kaniogo, Karan, Maramandougou, Minidian, Naréna, Nouga y Séléfougou
- Datos: Q939091